# خافيير أسيفيدو
خافيير أسيفيدو (مواليد 28 يناير 1998) هو سبّاح كندي، مثّل بلاده في الألعاب الأولمبية الصيفية 2016.

## روابط خارجية
خافيير أسيفيدو على موقع الاتحاد الدولي للسباحة (الإنجليزية)
- خافيير أسيفيدو على موقع SwimRankings.net (الإنجليزية)
- خافيير أسيفيدو على موقع اللجنة الأولمبية الدولية (الإنجليزية)
- خافيير أسيفيدو على موقع أوليمبيديا (الإنجليزية)
- خافيير أسيفيدو على موقع اللجنة الأولمبية الكندية (الإنجليزية)